# MEFS
A MEFS 1907-ben Európában elsőként, a világon másodikként megalapított egyetemi – főiskolai sportszövetség, kizárólagos szervezője a Nemzetközi Egyetemi Sportszövetség (FISU) és az Európai Egyetemi Sportszövetség (EUSA) nemzetközi versenyein való magyar egyetemisták részvételének és a nemzetközi egyetemi sportesemények hazai rendezésének, valamint a Magyar Egyetemi – Főiskolai Országos Bajnokságoknak (MEFOB). Ezen felül támogatja a felsőoktatásba bekerülő élsportolókat a kettős életpályarendszer és az egyetemi élsportolói státusz országos szintű bevezetésével, továbbá kiemelten kezeli az egyetemi szabadidősportot, annak érdekében, hogy az egyetemi-főiskolai hallgatókból (jellemzően 18-28 éves kor közötti fiatalok) heti rendszeres sporttevékenység által egészséges magyar értelmiségi váljon.

## Alapítás, kezdetek
Több mint 150 évvel ezelőtt, 1860-ban alakult meg Európa egyik első egyetemi és társadalmi sportegyesülete, a selmecbányai Bányászati és Erdészeti Akadémia Sportegyesület, melynek jogutódja a trianoni békeszerződés után a Soproni Műegyetemi Atlétikai és Futball Club (a SMAFC) lett. Jelentősége azonban a helyi jelleget nem lépte túl. Az 1870-es évektől erősödött fel az a törekvés, hogy az egyes egyetemek, főiskolák, akadémiák sportklubokat hozzanak létre, így a következő fél évszázadban a többi egyetem is felzárkózott, sorra jöttek létre az atlétikát, tornát, vívást és labdarúgást űző egyetemi vezetők és hallgatók által irányított sportklubok. 1907. március 25-én a Budapesti Egyetemi Atlétikai Club (BEAC), a Műegyetemi Atlétikai és Football Club (MAFC), valamint a Kolozsvári Egyetemi Atlétikai Club (KEAC) kezdeményezésére, tíz egyetemi és főiskolai egyesület (a nagyok közül a MAFC, a BEAC és a Kolozsvári Egyetemi Atlétikai Club, a Kassai Jogász Egyesület, a Debreceni Jogász Vívó Egylet, a Debreceni Akadémiai Atlétikai Club, a Keszthelyi Gazdasági Akadémiai Atlétikai Club, és a Selmecbányai Futball és Atlétikai Club. Írásban csatlakozott az Egri Jogász és Torna és Vívó Egyesület, valamint a Mosonmagyaróvári Gazdasági Akadémia Sportegyesülete) a kontinensen elsőként, a világon másodikként hozott létre országos egyetemi/főiskolai sportszövetséget, Magyar Főiskolai Sportszövetség (MFSSz) néven.
A Magyar Főiskolai Sportszövetség elsőrendű feladatai közé tartozott az új sportágak népszerűsítése, az érdekvédelem, és a felsőoktatási intézmények sporttal kapcsolatos szemléletének formálása. Folyamatosan rendeztek egyetemi-főiskolai bajnokságokat. Az I. világháború után a hallgatók az MFSSz-en keresztül rendszeresen részt vettek a főiskolai világbajnokságokon. Az osztrák-magyar monarchia szétesésével az egész magyar társadalomnak így a testnevelés és sport szempontból is teljesen új helyzettel kellett szembenéznie. Az évtizedek során számos szervezeti formában működött; Magyar Egyetemi – Főiskolai Sportszövetség (MEFS) névvel 1991. szeptembere óta tevékenykedik. Tagjai nemcsak civil sportszervezetek (egyesületek, klubok), hanem felsőoktatási állami intézmények (egyetemek, főiskolák) lettek. A MEFS történelme során először 2017. január 1-én került be a sportról szóló 2004. évi I. törvénybe, mint kizárólagos szervezője a Nemzetközi Egyetemi Sportszövetség (FISU) és az Európai Egyetemi Sportszövetség (EUSA) nemzetközi versenyein való magyar részvételnek és a nemzetközi egyetemi sportesemények magyarországi rendezésének, valamint a Magyar Egyetemi – Főiskolai Országos Bajnokságoknak (MEFOB).  

## A  MEFS feladata
- az egyetemi-főiskolai sport területén működő sportszervezetek szakmai tevékenységének összehangolása, a sportolás megkedveltetése, elterjesztése, a sportoló egyetemi polgárok számának növelése,
- szakmai szervezetekkel együttműködve részt vesz a felsőoktatási egészségfejlesztés feladatainak ellátásában, szervezésében és koordinálásában, ezen belül kiemelten a rendszeres fizikai aktivitás, az egészségvédő testmozgás ösztönzésében,
- az egészséges életmód és szabadidősport feladatkörében az egyetemi polgárok bevonásában kiemelt együttműködő partnere az MRK és a HÖOK, a sportszakmai feladatok ellátásában pedig a felsőoktatási intézmények sportszakmai feladatkörben foglalkoztatott munkatársai (kiemelten a testnevelők, edzők és sportszervezők),
- Magyar Egyetemi – Főiskolai     Országos Bajnokságokat (MEFOB) rendez évi 40-45 sportágban.     Tagszervezetek javaslatai alapján – a szakszövetségekkel egyeztetve –     összeállítja a Magyar Egyetemi-Főiskolai Országos Bajnokságok (MEFOB)     összesített versenynaptárát,
- Európai Egyetemek Bajnokságára     indít sportoló hallgatókat közel 20 sportágban (minden páratlan évben),
- Egyetemi Világbajnokságokra indít     sportoló hallgatókat közel 20 sportágban (minden páros évben),
- Európai Egyetemi Játékokra indít     egyetemi csapatokat (minden páros évben),
- Nyári és téli Egyetemi     Világjátékokra (korábban: Universiade) indít a szakszövetségek ajánlása alapján     magyar egyetemi csapatot (minden páratlan évben),
- felsőoktatási felvételi eljárás     során Egyetemi Világjátékokon és Egyetemi Világbajnokságokon elért     legalább 3. helyért 20 többletpont adható. Hazai és nemzetközi egyetemi     sporteredményeket a legtöbb felsőoktatási intézmény figyelembe veszi     kollégiumi elhelyezés, sportösztöndíj, stb. elbírálásánál. Az     eredményekről a MEFS kérésre igazolást állít ki,
- képviseli Magyarországot a     nemzetközi egyetemi-főiskolai sportszervezetekben, azok rendezvényein.

MEFS-nek összesen 35 felsőoktatási intézmény és 34 egyetemi sportegyesület, országos szinten 25 sportirodai hálózat segíti munkáját, összesen 205 ezer hallgató és 40 ezer oktató, kutató és dolgozó érintettségével, melyből 98,9%-uk tanul MEFS-tag intézményben.

## Versenyrendszer

### Hazai versenyrendszer (MEFOB)
A MEFS felsőoktatási intézményekkel, sportegyesületekkel és az adott sportági szakszövetségek közreműködésével évente 40-45 sportágban rendez Magyar Egyetemi – Főiskolai Országos Bajnokságokat (MEFOB). Az egyetemi országos bajnokságok egyben népszerűsítik a sportokat a hallgatók körében, erősítik az intézményi identitást, illetve elősegítik a FISU és az EUSA versenyekre a sportolók kiválasztását. A következő sportágakban rendez a MEFS MEFOB-okat: 3x3 kosárlabda, aerobic (verseny és FTL), asztalitenisz, atlétika, birkózás, cheerleading, csörgőlabda, duatlon, ergométer, erőemelés, evezés, fallabda, falmászás, félmaraton, maraton, floorball, futsal, jégkorong, judo, kajak-kenu, kézilabda, kosárlabda, labdarúgás, mountain bike, országúti kerékpár, rögbi, röplabda, sakk, sárkányhajó, sportlövészet, strandkézilabda, strandröplabda, súlyemelés, tájfutás, tenisz, terepakadályfutás, testépítés, fitness, tízevezés, tollaslabda, torna, triatlon, ultimate frisbee, úszás, vívás, vízilabda, váltófutás (Szarvasűzők, Rókaűzők). A versenyeken a nemzetközi egyetemi sportban elfogadott szabályokhoz igazodva azok a sportolók vehetnek részt, akik a verseny időpontjában valamely felsőoktatási intézmény hallgatói vagy legkorábban a versenyt megelőző évben szerezték diplomájukat.

### Nemzetközi egyetemi versenyrendszerek
Napjainkban a Nemzetközi Egyetemi Sportszövetség (FISU) 175 ország képviseletével irányítja a nemzetközi egyetemi sportéletet és szervezi kétévente (páratlan években) az Egyetemi Világjátékokat (korábban: Universiade). A Nyári Egyetemi Világjátékokon (EVJ) 15-20 sportágban 150-160 ország 10-12 ezer felsőoktatási intézményben tanuló hallgatója vesz részt. A FISU szervezi páros években az Egyetemi Világbajnokságokat (EVB), melyek egy helyszínen egy időpontban csak egy sportágban kerülnek megrendezésre.
| Magyar egyetemisták eredményessége az Egyetemi Világbajnokságokon (EVB) |           |           |    |     |      |     |    |     |      |       |  |
| Év                                                                      | sportágak | sportolók | I. | II. | III. | IV. | V. | VI. | VII. | VIII. |  |
| 1986                                                                    | 1         | 6         | 0  | 0   | 1    | 0   | 0  | 0   | 0    | 0     |  |
| 1988                                                                    | 1         | 13        | 5  | 5   | 1    | 0   | 0  | 0   | 0    | 0     |  |
| 1990                                                                    | 4         | 29        | 2  | 1   | 0    | 0   | 3  | 0   | 0    | 0     |  |
| 1994                                                                    | 7         | 63        | 2  | 0   | 3    | 2   | 3  | 0   | 1    | 0     |  |
| 1996                                                                    | 6         | 57        | 2  | 4   | 3    | 0   | 0  | 1   | 3    | 1     |  |
| 1998                                                                    | 9         | 70        | 1  | 6   | 3    | 3   | 0  | 5   | 0    | 0     |  |
| 2000                                                                    | 13        | 83        | 6  | 3   | 4    | 1   | 3  | 1   | 1    | 2     |  |
| 2002                                                                    | 12+1      | 99        | 6  | 10  | 8    | 2   | 5  | 0   | 6    | 1     |  |
| 2004                                                                    | 12+1      | 101       | 3  | 3   | 7    | 5   | 8  | 9   | 2    | 0     |  |
| 2006                                                                    | 13        | 131       | 3  | 4   | 4    | 0   | 4  | 1   | 0    | 0     |  |
| 2008                                                                    | 13        | 148       | 1  | 8   | 11   | 3   | 3  | 3   | 0    | 0     |  |
| 2010                                                                    | 11        | 142       | 7  | 11  | 11   | 8   | 8  | 6   | 7    | 1     |  |
| 2012                                                                    | 10        | 78        | 3  | 9   | 7    | 3   | 2  | 1   | 2    | 3     |  |
| 2014                                                                    | 12        | 96        | 13 | 8   | 8    | 11  | 9  | 3   | 3    | 4     |  |
| 2016                                                                    | 13        | 100       | 5  | 3   | 9    | 6   | 6  | 4   | 7    | 5     |  |
| 2018                                                                    | 13        | 124       | 18 | 10  | 11   | 7   | 9  | 3   | 5    | 3     |  |
| 2022*                                                                   | 11        | 43        | 4  | 3   | 7    | 5   | 10 | 4   | 7    | 3     |  |
| Össz.                                                                   | (17 év)   | 1383      | 81 | 88  | 98   | 56  | 73 | 41  | 44   | 23    |  |

*2022-ben az uszonyosúszás, birkózás, muaythai és ökölvívás Egyetemi Világkupa néven került megrendezésre.
Az Európai Egyetemi Sportszövetség (EUSA) által rendezett kontinensbajnokságokon – Európai Egyetemi Játékok (EEJ) és Európai Egyetemek Bajnoksága (EEB) – minden résztvevő saját felsőoktatási intézményét képviseli. Az EEJ-ket minden páros évben rendezik 2012 óta 10-21 sportágban, az EEB-ket pedig a páratlan években 2001 óta 17 sportágban.
Magyar egyetemisták eredményessége az Európai Egyetemi Játékokon (EEJ) és az Európai Egyetemek Bajnokságain (EEB):
| Év    | EEB/EEJ | Sportágak | Sportolók | Hazai intézmény | I. | II. | III. | IV. | V. | VI. | VII. | VIII. | Össz. ország | Össz. intézmény | Össz. sportoló |  |
| 2004  | EEB     | 1         | 4         | 2               |    |     |      |     |    | 1   |      |       | 21           |                 | 1 070          |  |
| 2005  | EEB     | 1         | 4         | 2               |    |     |      |     |    |     | 1    |       | 26           |                 | 1 530          |  |
| 2006  | EEB     | 1         | 6         | 2               |    |     |      |     |    |     |      |       | 27           |                 | 2 200          |  |
| 2008  | EEB     | 1         | 5         | 1               | 1  |     |      |     | 1  |     |      |       | 29           |                 | 2 238          |  |
| 2009  | EEB     | 1         | 8         | 4               |    | 1   | 1    |     | 1  | 1   |      |       | 32           |                 | 3 075          |  |
| 2012  | EEJ     | 1         | 2         | 2               |    |     |      |     |    |     | 1    |       | 32           | 154             | 2 574          |  |
| 2013  | EEB     | 3         | 41        | 13              | 1  |     | 2    |     |    |     |      |       | 40           | 393             | 3 269          |  |
| 2014  | EEJ     | 2         | 38        | 4               | 2  | 2   |      |     |    |     |      |       | 34           | 174             | 2 828          |  |
| 2015  | EEB     | 3         | 50        | 6               | 1  | 1   | 1    | 1   |    |     |      |       | 40           | 353             | 3 152          |  |
| 2016  | EEJ     | 11        | 94        | 11              | 6  | 5   | 2    | 1   | 4  |     | 1    |       | 40           | 386             | 4 427          |  |
| 2017  | EEB     | 12        | 119       | 12              | 2  | 2   | 4    | 2   | 7  | 1   | 1    | 2     | 43           | 405             | 3 365          |  |
| 2018  | EEJ     | 6         | 78        | 8               | 2  | 1   | 7    | 2   | 3  | 3   | 3    |       | 30           | 291             | 3 293          |  |
| 2019  | EEB     | 13        | 169       | 13              | 9  | 10  | 10   | 4   | 8  | 4   | 3    | 2     | 40           | 550             | 5 242          |  |
| 2022  | EEJ     | 18        | 313       | 17              | 15 | 12  | 22   | 3   | 12 | 3   | 14   | 8     | 37           | 422             | 4 459          |  |
| 2022  | EEB     | 1         | 10        | 3               |    | 5   | 2    |     | 1  |     | 1    |       | 16           | 71              | 534            |  |
| 2023  | EEB     | 17        | 331       | 23              | 15 | 17  | 18   | 3   | 24 | 5   | 3    | 3     |              |                 | 5 553          |  |
| 2024  | EEJ     | 17        | 541       | 22              | 16 | 18  | 24   | 2   | 16 | 3   | 12   | 10    | 37           | 428             | 3 658          |  |
| 2024  | EEB     | 1         | 23        | 5               | 5  | 2   | 4    |     | 1  | 1   | 1    | 1     | 17           | 68              | 400            |  |
| Össz. |         | 110       | 1836      | 150             | 75 | 76  | 97   | 13  | 78 | 22  | 41   | 4     |              |                 | 52 867         |  |

A magyar egyetemi csapatok rendszeres résztvevői a FISU és az EUSA eseményeinek. A MEFS vezetésének a feladata a hazai egyetemi sport nemzetközi kapcsolatainak kialakítása, fejlesztése és gondozása. A MEFS az egyetemek és az illetékes szakszövetségek közreműködésével végzi a nyári és téli Egyetemi Világjátékokra a csapatok összeállítását, illetve a versenyek helyszínére való kijutás megszervezését. A MEFS által összeállított és menedzselt csapatok az eddigi Egyetemi Világjátékok jelentős többségén részt vettek. A nyári és téli EVJ-ken egyetemista sportolóink mindeddig 127 arany, 103 ezüst és 115 bronzérmet szereztek. A siker jelentőségét emeli, hogy a statisztikák szerint az Egyetemi Világjátékokon érmet szerzett sportolók közel fele később olimpián is szerez érmet.

#### Egyetemi Világjátékok (korábban: Universiade) és Magyarország
Napjainkra az Egyetemi Világjátékok (EVJ) az Olimpia után a világ legnagyobb multisport-eseménye, amelyet 15-20 sportágban 150-160 ország 10-12 ezer résztvevőjével rendeznek. Jelentőségét növeli, hogy egyre több sportágban része az olimpia, illetve sportági világbajnoki kvalifikációnak. A korábbi években a sportágak számának és a rendezvény helyszínének függvényében, Magyarország 150-200 fő versenyzővel tudott részt venni az EVJ-ken.
Az egyetemi világbajnokságok (EVB) és Egyetemi Világjátékok történetét végigtekintve a magyar bajnokok között számos olyan sportolót találunk, akik később világbajnoki és olimpiai bajnoki címeket hoztak hazánknak, valamint vezetőként is sokat tettek és tesznek a magyar sportéletért. A teljesség igénye nélkül EVJ aranyérmeseink Gyulai István atléta (1963), Magyar Zoltán tornász (1977), Szekeres Pál vívó (1985), Borkai Zsolt tornász (1987), Szabó Bence vívó (1987, 1989), Kiss Balázs atléta (1995, 1997), Nagy Tímea vívó (1989, 1993, 1995, 1997), Steinmetz Ádám  és Székely Bulcsú vízilabdázók (2003).
A magyar egyetemi sport részeként fontos állomások voltak a Magyarországon megrendezésre került világversenyek. Az 1935-ös Egyetemi Világjátékok (az Universiade elődje) rendezését, a Budapesti Tudományegyetem 300 éves évfordulójára való hivatkozással kapta meg Magyarország, és a házigazda így természetesen sportegyesülete, a BEAC volt. Az esemény fővédnökségét Horthy Miklós kormányzó jegyezte. Az augusztus 20-29 közötti versenysorozaton a magyar versenyzők 24 arany, 13 ezüst és 20 bronzérmet nyertek, köztük olyan aranyérmet szerző sportolókkal, mint Csík Ferenc úszó, Bozsi Mihály, Brandi Jenő, Hazai Kálmán, Kutassy György és Tarics Sándor vízilabdázók, akik egy év múlva a ’36-os berlini olimpiáról is aranyéremmel térhettek haza.
A nemzetközi sportmozgalomban 1959-től a FISU (Nemzetközi Egyetemi Sportszövetség) irányítása alatt az Universiadék két évenkénti megszervezésével ismét létrejött az egyetemi sport egysége. A magyar sportszövetség számára is az egyik legfontosabb feladat 1965-ben, egy újabb jelentős nemzetközi esemény, a IV. Universiade budapesti megrendezése volt. Csapatunk 16 aranyérmet, 8 ezüstérmet és 14 bronzérmet szerzett a hazai rendezésű világeseményen. Aranyérmeseink között köszönthettük későbbi olimpiai bajnokaink közül Zsivótzky Gyula atlétát (1968), Kulcsár Győző (1968), Nemere Zoltán és Schmitt Pál (1968, 1972) vívókat, valamint az 1964-es tokiói győztes vízilabda csapat 5 tagját (Bodnár András, Felkai László, Konrád János, Pócsik Dénes, Rusorán Péter).
2015-ben, a világon egyedülállóan megalakította a MEFS az Universiade Bajnokok Klubját. Az 1959 óta megrendezett nyári és téli Universiadék győztesei a tagjai, mely tagság automatikus az aranyérem megszerzésével. Az Universiade Bajnokok Klubja elnökségének tagjai azok, akik egyben olimpiai bajnok is illetve három vagy annál több Universiade aranyat nyertek. Jelenleg 185 élő tagja van, a Klub elnöke Nagy Tímea hatszoros Universiade és kétszeres olimpiai bajnok párbajtőrvívó.
| Magyar egyetemisták eredményessége a Nyári Egyetemi Világjátékokon (korábban: Universiade) |                   |                             |                             |                             |                             |                             |                             |        |          |
| Év                                                                                         | Város             | I.                          | II.                         | III.                        | IV.                         | V.                          | VI.                         | Ország | Sportoló |
| 1959                                                                                       | Torino            | 7                           | 5                           | 2                           | 4                           | 1                           | 1                           | 43     | 985      |
| 1961                                                                                       | Sofia             | 8                           | 2                           | 8                           | 4                           | 2                           | 7                           | 32     | 1 270    |
| 1963                                                                                       | Porto Allegre     | 19                          | 13                          | 6                           | 3                           | 2                           | 2                           | 27     | 713      |
| 1965                                                                                       | Budapest          | 16                          | 8                           | 14                          | 10                          | 9                           | 2                           | 39     | 1 729    |
| 1967                                                                                       | Tokio             | Magyarország nem vett részt | Magyarország nem vett részt | Magyarország nem vett részt | Magyarország nem vett részt | Magyarország nem vett részt | Magyarország nem vett részt | 34     | 1 729    |
| 1970                                                                                       | Torino            | 3                           | 6                           | 7                           | 0                           | 0                           | 0                           | 58     | 2 084    |
| 1973                                                                                       | Moscow            | 1                           | 10                          | 3                           | 3                           | 4                           | 4                           | 73     | 4 000    |
| 1975                                                                                       | Roma              | 0                           | 2                           | 0                           | 3                           | 0                           | 2                           | 38     | 468      |
| 1977                                                                                       | Sofia             | 3                           | 4                           | 4                           | 5                           | 3                           | 6                           | 85     | 2 939    |
| 1979                                                                                       | Mexico City       | 4                           | 2                           | 2                           | 3                           | 0                           | 1                           | 94     | 2 974    |
| 1981                                                                                       | Bucharest         | 1                           | 1                           | 2                           | 4                           | 5                           | 4                           | 85     | 2 912    |
| 1983                                                                                       | Edmonton          | 0                           | 0                           | 1                           | 1                           | 0                           | 0                           | 76     | 2 400    |
| 1985                                                                                       | Kobe              | 1                           | 4                           | 4                           | 4                           | 4                           | 4                           | 106    | 2 783    |
| 1987                                                                                       | Zagreb            | 5                           | 2                           | 5                           | 7                           | 7                           | 5                           | 121    | 6 423    |
| 1989                                                                                       | Duisburg          | 4                           | 4                           | 1                           | 2                           | 2                           | 2                           | 78     | 1 785    |
| 1991                                                                                       | Sheffield         | 3                           | 1                           | 1                           | 1                           | 2                           | 0                           | 101    | 3 346    |
| 1993                                                                                       | Buffalo           | 4                           | 4                           | 6                           | 2                           | 7                           | 6                           | 117    | 3 582    |
| 1995                                                                                       | Fukuoka           | 8                           | 4                           | 2                           | 1                           | 5                           | 4                           | 161    | 3 949    |
| 1997                                                                                       | Sicily            | 7                           | 4                           | 1                           | 1                           | 3                           | 3                           | 124    | 3 949    |
| 1999                                                                                       | Palma de Mallorca | 2                           | 2                           | 2                           | 4                           | 5                           | 3                           | 132    | 4 076    |
| 2001                                                                                       | Beijing           | 0                           | 0                           | 6                           | 5                           | 1                           | 3                           | 165    | 4 484    |
| 2003                                                                                       | Daegu             | 3                           | 2                           | 7                           | 2                           | 7                           | 1                           | 174    | 4 462    |
| 2005                                                                                       | Izmir             | 1                           | 2                           | 2                           | 3                           | 3                           | 2                           | 131    | 5 338    |
| 2007                                                                                       | Bangkok           | 2                           | 3                           | 1                           | 5                           | 5                           | 4                           | 152    | 6 093    |
| 2009                                                                                       | Belgrade          | 1                           | 2                           | 5                           | 1                           | 5                           | 1                           | 122    | 5 566    |
| 2011                                                                                       | Shenzhen          | 6                           | 1                           | 4                           | 2                           | 4                           | 1                           | 152    | 7 155    |
| 2013                                                                                       | Kazan             | 4                           | 2                           | 9                           | 4                           | 5                           | 9                           | 159    | 7 991    |
| 2015                                                                                       | Gwangju           | 2                           | 0                           | 3                           | 3                           | 4                           | 2                           | 137    | 7 374    |
| 2017                                                                                       | Tajpej            | 5                           | 5                           | 4                           | 5                           | 6                           | 8                           | 144    | 7 639    |
| 2019                                                                                       | Nápoly            | 1                           | 0                           | 2                           | 3                           | 4                           | 2                           | 119    | 5 971    |
| 2023                                                                                       | Chengdu           | 3                           | 8                           | 6                           | 4                           | 5                           | 1                           | 113    | 6 500    |
| 30                                                                                         | Összesen          | 124                         | 103                         | 120                         | 99                          | 110                         | 90                          |        |          |

| Magyar egyetemisták eredményessége a Téli Egyetemi Világjátékokon (korábban: Universiade) |                 |                             |                             |                             |                             |                             |                             |                             |                             |          |           |
| Év                                                                                        | Város           | I.                          | II.                         | III.                        | IV.                         | V.                          | VI.                         | VII.                        | VIII.                       | Országok | Sportolók |
| 1960                                                                                      | Chamonix        |                             |                             | 1                           |                             |                             |                             |                             |                             | 15       | 145       |
| 1962                                                                                      | Villars         |                             | 2                           |                             |                             |                             | 1                           |                             |                             | 21       | 273       |
| 1964                                                                                      | Špindlerův Mlỳn | 1                           |                             |                             |                             |                             | 1                           |                             |                             | 21       | 285       |
| 1966                                                                                      | Sestriere       | 1                           |                             |                             | 1                           |                             | 1                           |                             |                             | 28       | 434       |
| 1968                                                                                      | Innsbruck       |                             |                             |                             | 1                           |                             | 1                           |                             |                             | 26       | 424       |
| 1970                                                                                      | Rovaniemi       | 1                           |                             |                             |                             |                             |                             |                             |                             | 25       | 416       |
| 1972                                                                                      | Lake Placid     |                             |                             |                             |                             |                             |                             |                             |                             | 22       | 356       |
| 1975                                                                                      | Livigno         | Magyarország nem vett részt | Magyarország nem vett részt | Magyarország nem vett részt | Magyarország nem vett részt | Magyarország nem vett részt | Magyarország nem vett részt | Magyarország nem vett részt | Magyarország nem vett részt | 15       | 143       |
| 1978                                                                                      | Špindlerův Mlỳn |                             |                             |                             |                             |                             |                             |                             |                             | 21       | 260       |
| 1981                                                                                      | Jaca            |                             |                             |                             |                             |                             | 1                           |                             |                             | 28       | 394       |
| 1983                                                                                      | Sofia           |                             |                             |                             | 1                           |                             |                             |                             |                             | 31       | 535       |
| 1985                                                                                      | Belluno         |                             |                             |                             | 1                           |                             |                             |                             |                             | 29       | 538       |
| 1987                                                                                      | Ŝtrbské Pleso   |                             |                             |                             |                             |                             |                             |                             |                             | 28       | 596       |
| 1989                                                                                      | Sofia           |                             |                             |                             |                             |                             |                             |                             |                             | 32       | 681       |
| 1991                                                                                      | Sapporo         |                             |                             |                             |                             |                             |                             |                             |                             | 34       | 669       |
| 1993                                                                                      | Zakopane        |                             |                             |                             |                             |                             |                             |                             |                             | 41       | 668       |
| 1995                                                                                      | Jaca            |                             |                             |                             |                             | 1                           |                             |                             |                             | 41       | 765       |
| 1997                                                                                      | Chonju-Muju     |                             |                             |                             | 1                           | 1                           |                             |                             |                             | 48       | 877       |
| 1999                                                                                      | Poprad Tatry    |                             |                             |                             | 1                           |                             |                             |                             | 1                           | 40       | 929       |
| 2001                                                                                      | Zakopane        |                             | 1                           |                             |                             |                             | 1                           | 1                           |                             | 41       | 1007      |
| 2003                                                                                      | Tarvisio        |                             |                             |                             |                             |                             |                             |                             |                             | 46       | 1266      |
| 2005                                                                                      | Innsbruck       |                             |                             |                             |                             |                             | 1                           |                             |                             | 50       | 1449      |
| 2007                                                                                      | Torino          |                             |                             |                             |                             |                             |                             | 1                           | 1                           | 48       | 1638      |
| 2009                                                                                      | Harbin          |                             |                             |                             |                             |                             |                             |                             | 1                           | 44       | 1545      |
| 2011                                                                                      | Erzurum         |                             |                             | 1                           |                             |                             |                             | 1                           | 1                           | 52       | 1593      |
| 2013                                                                                      | Trentino        | 1                           | 1                           | 1                           |                             | 3                           | 1                           | 2                           | 2                           | 51       | 1725      |
| 2015                                                                                      | Granada         |                             |                             |                             |                             |                             |                             |                             |                             | 42       | 1542      |
| 2017                                                                                      | Almaty          |                             |                             |                             |                             |                             |                             |                             |                             | 57       | 2481      |
| 2019                                                                                      | Krasznojarszk   |                             |                             |                             |                             |                             |                             |                             |                             | 58       | 1692      |
| 2023                                                                                      | Lake Placid     |                             |                             |                             |                             | 1                           |                             | 1                           |                             | 46       | 1420      |
| (29)                                                                                      | Összesen        | 4                           | 4                           | 3                           | 6                           | 6                           | 8                           | 6                           | 6                           |          |           |

#### Hazai rendezésű nemzetközi egyetemi sportesemények
Budapesti Egyetemi Világjátékok:
·       1935: VI. Nemzetközi Egyetemi Játékok
·       1949, 1954: Hallgatói Világjátékok
·       1965: IV. Nyári Universiade
Európai Egyetem Játékok
·       2024: Debrecen – Miskolc
Egyetemi Világbajnokságok
           Tájfutás                                 1986 – Miskolc
           Asztalitenisz                          1990 – Szekszárd
           Férfi kézilabda                      1996 – Nyíregyháza
           Tájfutás                                 1996 – Veszprém
           Triatlon                                  2000 – Tiszaújváros
           Futsal                                    2002 – Nyíregyháza
           Asztalitenisz                          2004 – Győr
           Fallabda                                2006 – Szeged
           Férfi-női kézilabda                 2010 – Nyíregyháza
           Evezés                                   2010 – Szeged
           Birkózás                                 2014 – Pécs
           Tájfutás                                  2016 – Miskolc
           Öttusa                                    2018 – Budapest
           Kajak-kenu                             2018 – Szolnok
           Triatlon                                   2020 – Kecskemét (koronavírus világjárvány miatt törölve)
           Amerikai futball                      2020 – Székesfehérvár (koronavírus világjárvány miatt törölve)
           Súlyemelés                            2022 – Budapest (koronavírus világjárvány miatt törölve)
Európai Egyetemek Bajnokságai
           Karate                                    2013 – Budapest
           Rögby’7                                  2015 – Gödöllő
           Kosárlabda                            2017 – Miskolc
           Sakk, bridzs                           2019 – Budapest
           3x3 kosárlabda                      2023 – Debrecen
           Tollaslabda, vízilabda           2023 – Miskolc

## A MEFS szervezeti felépítése
A MEFS legfőbb szerve a tagok összességéből álló közgyűlés. A közgyűlés tagjait a MEFS intézményi és egyesületi delegáltjai alkotják. A MEFS szervezete élén a négyévente megválasztott 11 tagú elnökség áll (elnök, alelnökök: társadalmi kapcsolatokért, sportszakmai ügyekért és felsőoktatásért felelős alelnökök és 7 tag). A tagok közül a HÖOK 2 főt jelöl az elnökségbe, a Nyári, illetve a Téli Olimpiai Játékokat követően az ott aranyérmet szerző, hallgatói jogviszonnyal rendelkező sportolók maguk közül egy főt javasolnak az elnökségbe. A MEFS döntés-előkészítő, operatív és gazdasági ügyeinek, valamint hivatali apparátusának irányítását a főtitkár látja el. Munkáját a MEFS iroda segíti.

### MEFS tagintézményei
- Állatorvostudományi Egyetem
- Budapesti Corvinus Egyetem
- Budapesti Gazdasági Egyetem
- Budapesti Metropolitan Egyetem
- Budapesti Műszaki és Gazdaságtudományi Egyetem
- Debreceni Egyetem
- Debreceni Református Hittudományi Egyetem
- Dunaújvárosi Egyetem
- Edutus Egyetem
- Eötvös József Főiskola
- Eötvös Loránd Tudományegyetem
- Eszterházy Károly Katolikus Egyetem
- IBS Nemzetközi Üzleti Főiskola
- Károli Gáspár Református Egyetem
- Kodolányi János Egyetem
- Magyar Agrár- és Élettudományi Egyetem
- Magyar Táncművészeti Egyetem
- Milton Friedmann Egyetem
- Miskolci Egyetem
- Moholy-Nagy Művészeti Egyetem
- Nemzeti Közszolgálati Egyetem
- Neumann János Egyetem
- Nyíregyházi Egyetem
- Óbudai Egyetem
- Pannon Egyetem
- Pázmány Péter Katolikus Egyetem
- Pécsi Püspöki Hittudományi Főiskola
- Pécsi Tudományegyetem
- Semmelweis Egyetem
- Soproni Egyetem
- Széchenyi István Egyetem
- Szegedi Tudományegyetem
- Szent Atanáz Görög Katolikus Hittudományi Főiskola
- Színház- és Filmművészeti Egyetem
- Magyar Testnevelési és Sporttudományi Egyetem
- Wesley János Lelkészképző Főiskola

### MEFS Tagegyesületei
- BEAC Női Kosárlabda Szakosztály
- Budapesti Egyetemi Atlétikai Club
- Csata Kosárlabda Kft.
- DASE Diáksport Egyesület
- Debreceni Egyetemi Atlétikai Club
- Debreceni Egyetemi Atlétikai Club Sport Nonprofit Kft.
- Debreceni Medikus Sportegyesület
- Dunaújvárosi Egyetem Diák Sportegyesülete
- Egri Városi Sportiskola
- Eötvös Loránd Tudományegyetem Sport és Szabadidő Egyesület
- Eszterházy Károly Katolikus Egyetem Diák és Szabadidősport Club
- Georgikon Kézilabda Diáksport Egyesület
- MATE- Gödöllői Egyetemi Atlétikai Club
- Honvéd Zrínyi Sport Egyesület
- Kandó Sport Club
- Kertészeti Egyetem Atlétikai Club
- Kodolányi János Egyetem Kulturális és Sportegyesülete KSE
- Közgáz Sport Club és Diák Sportkör Egyesület
- Ludovika Sportegyesület
- Magyar Testnevelési Egyetem Sportegyesülete
- Miskolci Egyetem Atlétikai és Futball Club
- Moholy-Nagy Művészeti Egyetem Hallgatói-Dolgozói Sportegyesület
- Mosonmagyaróvári Gazdászok Atlétikai Clubja DSE
- Műegyetemi Atlétikai és Football Club
- Műegyetemi Evezős Club
- Műegyetemi Hallgatói Kft.
- Nyíregyházi Egyetem Sportegyesülete
- Óbudai Egyetem Diáksport Egyesület
- Pécsi Egyetemi Atlétikai Club
- Soproni Műegyetemi Atlétikai és Football Club
- Széchenyi István Egyetem Sportegyesülete
- Széchenyi Kosárlabda Akadémia SE
- Szegedi Rekreációs Sport Club
- Szombathelyi Egyetemi Sportegyesület
- Veszprémi Egyetemi és Diák Atlétikai Club
- Veszprémi Egyetemi SC

## MEFS elnöksége (2024-2028)
Elnök:
Prof. Dr. h. c. Mocsai Lajos
Alelnökök:
- Prof. Dr. Bács Zoltán
- Dr. Gál András Levente
- Prof. Dr. Merkely Béla

Elnökségi tagok:
- Prof. Dr. Ács Pongrác
- Dr. Freyer Tamás
- Zelenák Dávid
- Hadvina Dóra
- Molnár Dániel
- Rakaczki Zoltán
- Vladár Csaba

### Testületeket és bizottságok

#### Testületek
- Professzori Tanács
- Elnöki Tanácsadó Testület

#### Bizottságok
- Elméleti és Tudományos Bizottság
- Egyesületi és Versenysport Bizottság
- Esélyegyenlőségi és Fenntarthatósági Bizottság
- Kommunikációs és Marketing Bizottság
- Nemzetközi Kapcsolatok Bizottsága
- Sportszakmai és Képzésfejlesztési Bizottság
- Szabadidősport Bizottság

#### MEFS korábbi elnökei
2012-2020 Prof. Dr. Kiss Ádám
2011-2012 Prof. Dr. Sárközy Tamás
1991-2011 Dr. Frenkl Róbert (1934-2010)

## A MEFS által alapított díjak és elismerések
A MEFS 2016. március 11-ei tisztújító közgyűlésén elfogadott 5/2016. (III. 11.) sz. kgy. határozata alapján a következő elismeréseket adományozhatja:

### Frenkl Róbert Magyar Egyetemi Sportért Díj (min. 2 évente)
• kisplasztika
• oklevél
• pénzjutalom, a mindenkori minimálbér bruttó összegének háromszorosa
A díj adományozható annak a – később e célra felállítandó – kuratórium által odaítélt személynek, aki
• több évtizeden át a hazai egyetemi sport jelentős személyiségeként munkájával meghatározó módon, országos szinten is elősegítette az egyetemi sportmozgalom fejlődését;
• nemzetközi vonatkozásban több éven keresztül részese volt a magyar egyetemi sport sikereinek, munkájával, tevékenységével öregbítette és fejlesztette a magyar egyetemi sport kapcsolatrendszerét, növelte hírnevét;
• olyan jelentős segítséget tesz, produktumot szolgáltat, amely jelentős mértékben előmozdítja a hazai egyetemi sport ügyét, a hallgatói sport elismertetését, erkölcsi és anyagi támogatását.

### Magyar Egyetemi – Főiskolai Sportszövetség Örökös Tag aranyjelvény
• 24 karátos aranyból készült jelvény
• díszoklevél
A díj adományozható annak a személynek, aki több évtizeden át a nemzetközi és hazai egyetemi sport jelentős személyiségeként, tehetségével, szorgalmával, a nemes célok melletti kiállásával, valamint a rendelkezésére álló eszközökkel munkájával meghatározó módon segítette elő az egyetemi sportmozgalom fejlődését.

### Magyar Egyetemi – Főiskolai Sportért Életműdíj
• kisplasztika
• oklevél
• pénzjutalom, a mindenkori minimálbér bruttó összege
Életmű díjat azok kapnak, akik évtizedeken keresztül eredményesen élen jártak a hazai egyetemi sport szervezésében. Évente 1 (legfeljebb 2) életműdíj kerül átadásra.

### MEFS Kiemelkedő Sportteljesítményért az „Év Egyetemi sportolója” Díj
• aranyplakett
• oklevél
A díjat azok kapják, akik az adott év nemzetközi egyetemi versenyein érmes helyezést értek el, illetve olimpián vagy felnőtt világbajnokságon hallgatóként aranyérmet szereztek.

### MEFS Hajós Alfréd Aranyplakettje az Egyetemi-Főiskolai Sportért
• aranyplakett
• oklevél
Aranyplakettet az egy adott szakterületen éveken át kiemelkedő teljesítményt nyújtott sportvezetők kapják. Évente legfeljebb 5 kerül átadásra.

### MEFS Csik Ferenc Ezüstplakettje az Egyetemi-Főiskolai Sportért díj
• ezüstplakett
• díszoklevél
A díj adományozható azoknak a személyeknek, akik az egyetemi sport terén több akadémiai éven keresztül dicséretes teljesítményt nyújtottak szakmai munkájukkal, támogatásukkal.

### MEFS Elek Ilona Emlékérem az egyetemi sport támogatásáért
• bronzplakett
• oklevél
Azoknak a személyeknek adható, akik egy-egy kiemelkedő, egyetemi sporthoz kapcsolódó esemény kapcsán szakmai munkájukkal, támogatásukkal nagymértékben hozzájárultak az adott esemény sikeréhez.

### Gedényi Mihály Elnöki Elismerő Oklevél az egyetemi sport szervezéséért
• oklevél
A díjat az egyetemi sport adminisztratív támogatásáért, a nem oktató–kutató munkakörben dolgozók kaphatják, akik rendszeresen, precíz, kiváló munkával támogatják az egyetemi sport fejlődését.

### Fiatal sportszakemberek Németh Angéla Magyar Egyetemi Sportért Érdemérme
• bronzplakett
• oklevél
A díj az odaítélésekor 35. életévét be nem töltött, több éve az egyetemi sportban dolgozó, az intézményi sportélet szervezésében kiemelkedő teljesítményt nyújtó fiatal sportszakemberek részére adható.

### Magyar Egyetemi-Főiskolai Halassy Olivér Hallgatói Díj
• díj
Halassy Olivér Hallgatói díjat azon hallgatók kapják, akik az egyetemi szabadidősportért a legtöbbet tették. Évente 3-5 kerül kiosztásra.